# Gotthold Ephraim Lessing
Gotthold Ephraim Lessing (1729-1781) là nhà triết học, nhà văn người Đức. Ông là một trong những nhân vật quan trọng của thời kỳ Khai sáng. Ông cũng là nhà triết học lớn của nền triết học cổ điển Đức. Ông là một trong những người sáng tạo nên dramaturg.

## Sự nghiệp

### Tổng kết[2]
Lessing là một trong những nhân vật chính của triết học cổ điển Đức. Nhiệm vụ chính của trào lưu này là chuẩn bị tư tưởng cho quần chúng hành động và đánh thức tinh thần dân tộc trong nhân dân. Cả hai nhiệm vụ này đều có ở Lessing.
Lessing hiện thân trong văn hóa Đức với tư cách chủ yếu là nhà phê bình văn học, nhà văn, nhà thơ, nhà soạn kịch. Chính vì vậy, quan điểm triết học của ông không có tính đồng kết. Tuy nhiên, điều đó không quan trọng bằng việc nhờ đó, ông đã xây dựng được ý thức dân tộc Đức thống nhất, phản ánh khát vọng hoài bão của giai cấp tư sản, phê phán chế độ phong kiến, đòi sự khoan dung mang tính chất tôn giáo, đặt nền móng xây dựng mỹ học tư sản hiện thực và đề cao sự phát triển của con người tự do trên cơ sở lý trí và nhân đạo.

### Lập trườngduy lý[3]
Tuy khẳng định tính không đồng nhất trong triết học của Lessing, chúng ta có thể khẳng định một điều rằng Lessing là người đứng trên lập trường của chủ nghĩa duy lý. Từ lập trường này, ông đã phê phán chế độ phong kiến và tôn giáo về mặt đạo đức. Theo ông, mọi người sinh ra đều bình đẳng, mọi người có quyền ngang nhau về hưởng hạnh phúc, bất kể họ thuộc đẳng cấp và tôn giáo nào. Vì vậy, đặc quyền, đặc lợi về mặt đẳng cấp không có gì khác hơn là những tư tưởng hẹp hòi cần được loại bỏ. Hạnh phúc mà con người được hưởng cần phải được ngay trên chính bề mặt của Trái Đất này chứ không phải ở một chân trời xa xăm nào đó. Hạnh phúc đời thường của con người xa lạ với chủ nghĩa khắc kỷ phong kiến.

### Đồng điệu vớiDenis Diderot[3]
Nếu có gì đồng điệu giữa hai con người sống cùng thời, sống ở hai quốc gia là láng giềng của nhau thì đó là tư tưởng mỹ học. Lessing phê phán quan điểm nghệ thuật miêu tả con người một cách trừu tượng, không có bản sắc dân tộc. Thật dễ hiểu vì sao Lessing lại hâm mộ các tác phẩm kịch của William Shakespeare. Đối với nhà triết học Đức, Shakespeare đã thể hiện rõ tính chất hiện thực, tính nhân dân và mang âm hưởng của sân khấu thời Hy Lạp cổ đại.

### Tìm hiểu vềBaruch Spinoza[4]
Lessing cũng có tiếp cận tư tưởng của nhà triết học người Hà Lan này. Tuy vậy, ông lại phản chiếu tư tưởng của Spinoza không đúng bản chất với chính nó. Tức là nếu Spinoza là một nhà phiếm thần luận có tiếng của thế kỷ trước thì Lessing lại đem tinh thần duy tâm vào những tư tưởng đó và thần học hóa nó. Rõ ràng cách tiếp cận của Lessing mang tính chất cá nhân.

## Ảnh hưởng[4]
Những tư tưởng tiến bộ của Lessing đã được kế thừa bởi hai con người xuất sắc của văn học cổ điển Đức là Johann Wolfgang von Goethe và Friedrich Schiller.

## Tác phẩm[2]
- Những bức thư về văn học hiện đại (1759-1765)
- Laocoon hay về giới hạn của hội họa và thơ ca (1766)
- Nghệ thuật sân khấu Hamburg (1767-1769)
- Nathan, người Hiền (1779)
- Nền giáo dục của nhân loại (1780)